# Руњина
Руњина (слч. Runina) насељено је мјесто са административним статусом сеоске општине (слч. obec) у округу Сњина, у Прешовском крају, Словачка Република.

## Становништво
| Година:    | 1994. | 2004.    | 2014.   | 2024.    |
| ---------- | ----- | -------- | ------- | -------- |
| Број људи: | 123   | 74       | 80      | 69       |
| Разлика:   |       | -39,83 % | +8,10 % | -13,75 % |

| Година:    | 2023. | 2024.   |
| ---------- | ----- | ------- |
| Број људи: | 71    | 69      |
| Разлика:   |       | -2,81 % |

Према подацима о броју становника из 2024. године насеље је имало 69 становника.